# Luis Prieto Yanguas
Luis Prieto Yanguas (Madrid, 10 de juliol de 1970) és un director de cinema espanyol.

## Biografia
Per cimentar-se en la indústria cinematogràfica, va estudiar durant alguns anys fotografia a Espanya. El 1991 va rebre una beca de la Ralph M. Parsons Foundation amb la que va poder establir-se a Los Angeles per inscriure's al California Institute of the Arts per estudiar cinematografia. Durant aquest període d'estudi, Prieto també va viure a Seattle i San Francisco.
El 2000 entra a formar part de l'estudi espanyol Albinana Films de Barcellona com a director comercial.
El seu primer treball que el va consagrar en l'àmbit del cinema és Bamboleho, un curtmetratge del 2001 escrit amb la col·laboració de Francisco Moreno Ocins, i presentat a l'edició de 2002 del Festival de Cinema de Tribeca, on va guanyar el premi per la categoria de “Millor curtmetratge". Bamboleho és el guanyador de 45 premis internacionals, entre ells una Menció Especial a la 58a Mostra Internacional de Cinema de Venècia del 2001.
El 2006, Prieto va dirigir Ho voglia di te produït per Cattleya i distribuït per Warner Bros. Els actors principals de la pel·lícula són Riccardo Scamarcio i Laura Chiatti. Ho voglia di te és la seqüela de Tre metri sopra il cielo dirigida per Luca Lucini. Ho voglia di te ha registrat un ingrés en taquilla de 15 milions d'euros, el 2007.
L'últim llargmetratge de Prieto Meno male che ci sei fou estrenat el 27 de novembre 2009 per la Universal Pictures. La pel·lícula, una coproducció de Cattleya i Focus Features, és protagonitzada per Claudia Gerini, Chiara Martegiani i Alessandro Sperduti.
El 2010 Luis Prieto va debutar en la direcció televisiva amb la minisèrie de televisió en dues parts al vespre de Rai Uno Il signore della truffa, una producció Artis Edizioni Digitali S.p.A. i Rai-Radiotelevisione Italiana, amb Gigi Proietti i Maurizio Casagrande com a protagonistes.
A més de practicar l'exercici de director, Prieto també va escriure els guions de tres pel·lícules que va dirigir: Condón Express, Mariposas de fuego i Bamboleho, i contribuint com a editor en els dos darrers.

## Filmografia
- Bamboleho (2001)
- Mariposas de fuego (2003)
- Condón Express (2005)
- Ho voglia di te (2007)
- Meno male che ci sei (2009)
- Il signore della truffa (2011) - Minisèrie de televisió
- Pusher (2012)
- Kidnap (2017)
- Shattered ( (2022)
- Estación Rocafort (2024)